# متروی استکهلم

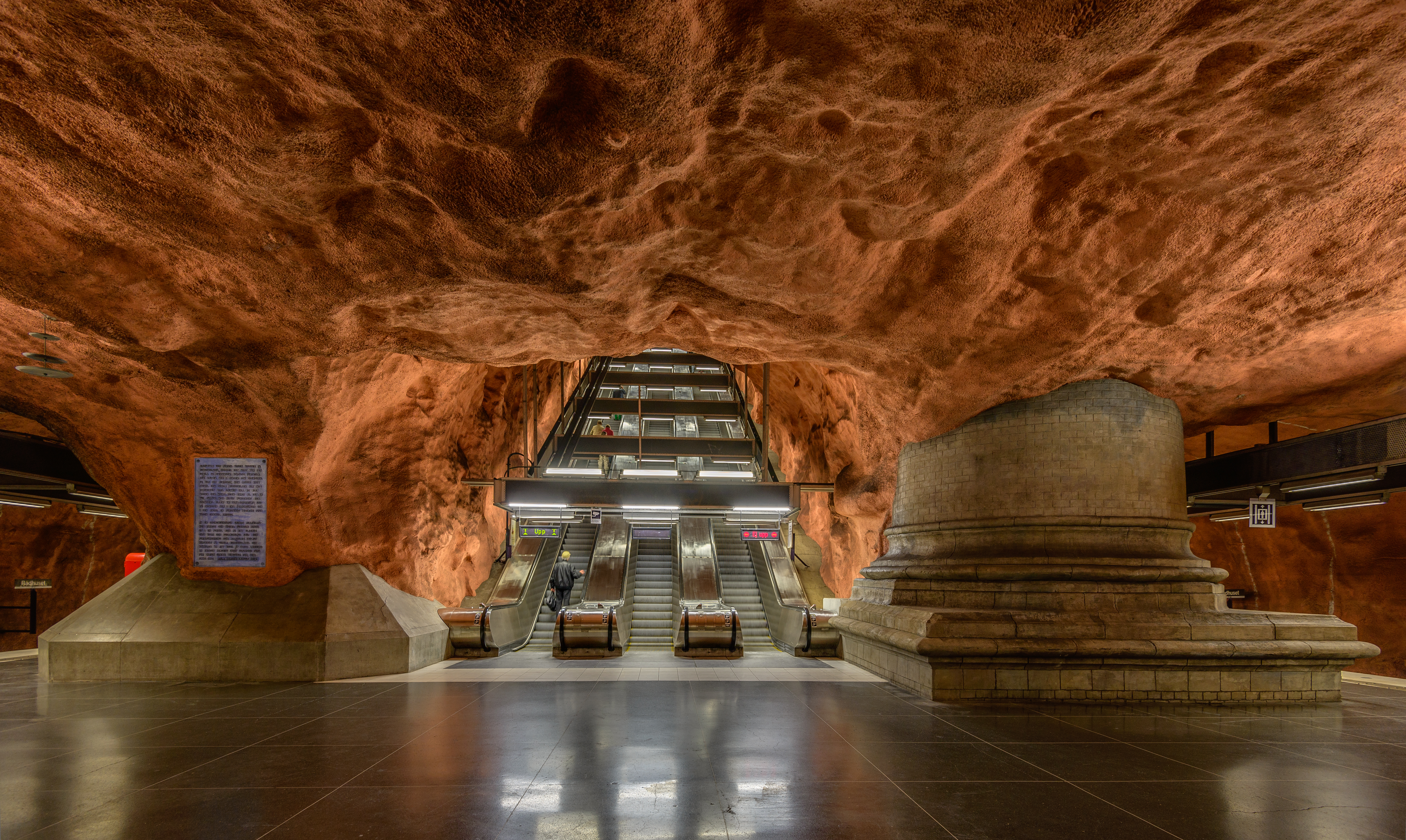
راه‌روهای ایستگاه دادگستری

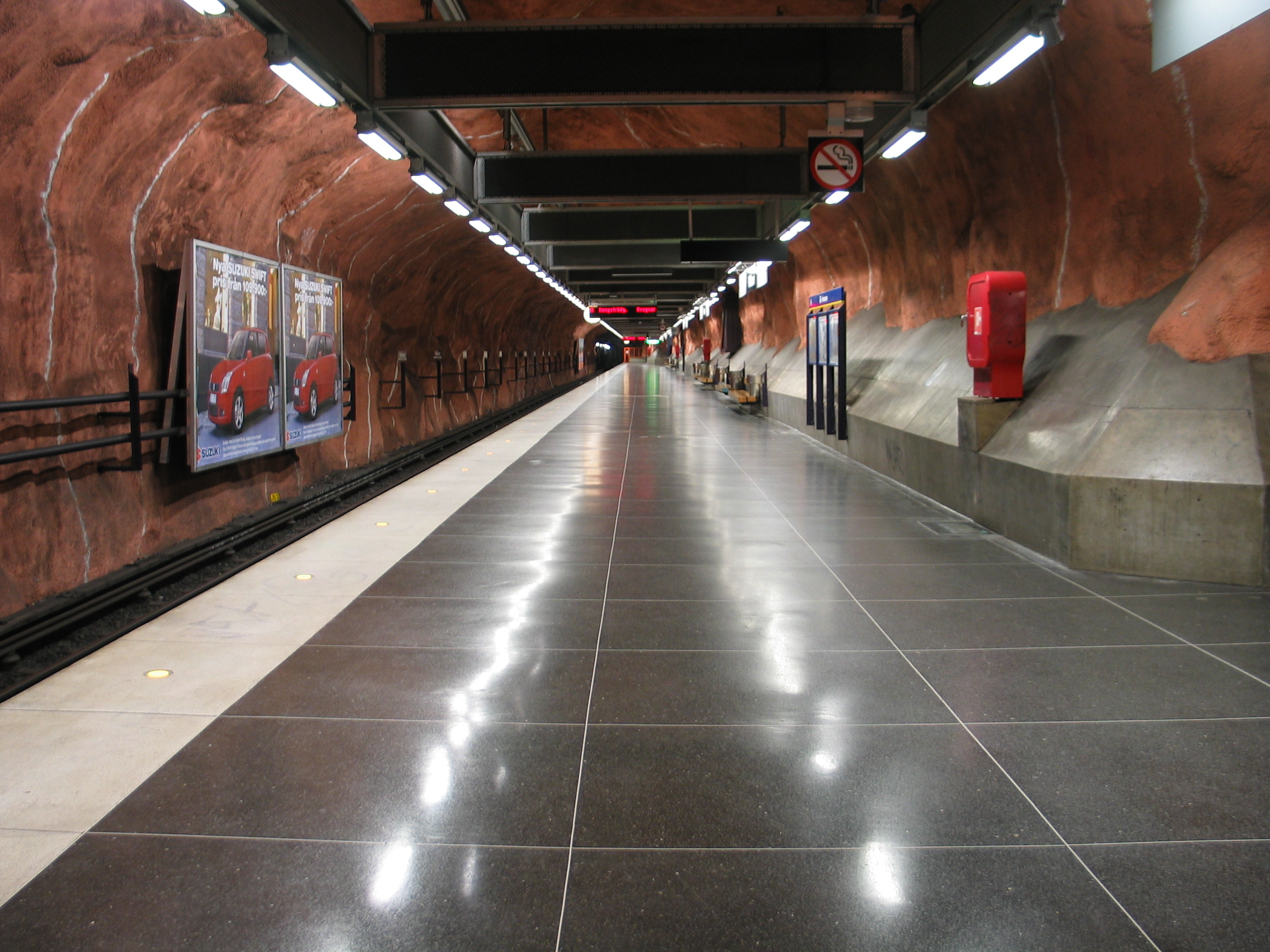
سکوی مترو در ایستگاه دادگستری

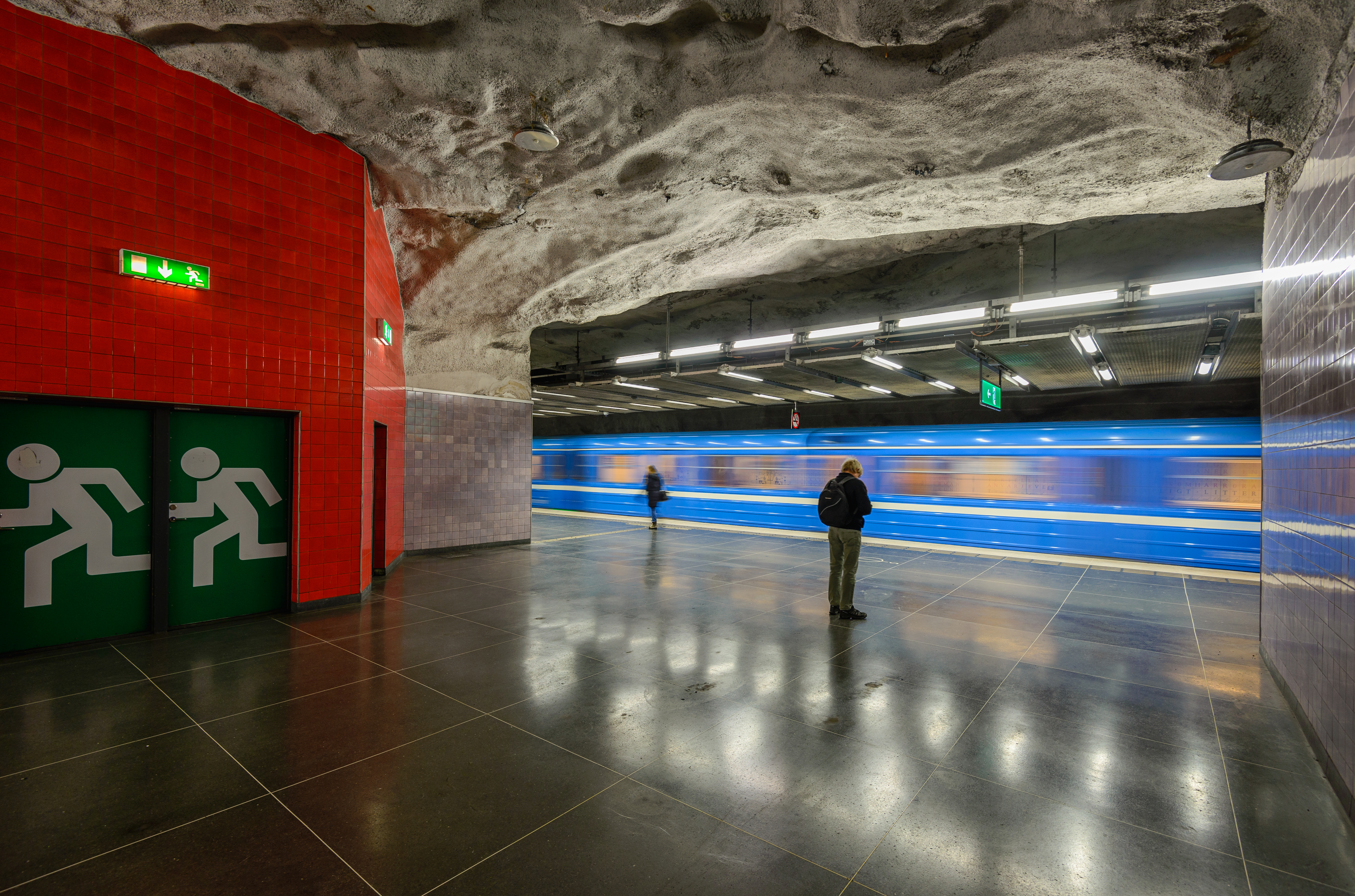
سکوی مترو در ایستگاه متروی دانشگاه استکهلم

متروی اسُتکهُلم (به سوئدی: Stockholms tunnelbana) یکی از قدیمی‌ترین شبکه‌های ترابری زیرزمینی در جهان است. بهره‌برداری از سامانه متروی استکهلم، در تاریخ ۱ اکتبر سال ۱۹۵۰ آغاز شد. متروی اسُتکهُلم، دارای ۱۱۰ ایستگاه است، اما ۵۳ ایستگاه آن بر روی زمین واقع شده است. این شبکه، که طول آن‌ها در مجموع به ۱۰۵ کیلومتر می‌رسد، به عنوان «طولانی‌ترین نمایشگاه هنر» توصیف شده است. از ۱۱۰ ایستگاه مترو، ۹۰ ایستگاه با آثاری از ۱۵۰ هنرمند تزیین شده است.
در دهه‌های ۶۰ و ۷۰ میلادی، سنگ‌های داخل راه‌روهای متروی اسُتکهُلم با استفاده از افشانه، با لایه‌هایی از بتن پوشانده شدند که حالتی شبیه «غار» به فضاها داده است. جالب‌ترین خط متروی استکهلم خط موسوم به «آبی» است که ایستگاه‌های آن مانند غار طراحی شده‌اند؛ این دکورها ترکیبی از عناصر طبیعی و مصنوعی‌اند.